# Ferenc Olvedi
Ferenc Olvedi, nato Öhlmacher, talvolta italianizzato in Francesco, (Budapest, 1899 – ...) è stato un calciatore ungherese, di ruolo attaccante.

## Carriera
Nella stagione 1925-1926 ha segnato 10 gol in 18 partite in Prima Divisione, la massima serie dell'epoca, con la maglia del Modena.